# Sofian Benzouien
Sofian Benzouien (Berchem-Sainte-Agathe, 11 agosto 1986) è un ex calciatore belga naturalizzato marocchino, di ruolo difensore.

## Carriera
Evolve come terzino destro oppure centrocampista destro.
Si è formato al Royal Sporting Club Anderlecht prima di entrare nel club di Division 2 Heusden Zolder in Belgio (2004-2006). Si trasferirà nel club della capitale FC Bruxelles  per la stagione 2006-2007. Nel club di Bruxelles gioca poco con Albert Cartier, l'allora attuale allenatore del club.
Trasferitosi in Spagna, più precisamente Racing Santander B (2007-2008), e poi in Italia durante il trasferimento invernale al Perugia (2007-2009), ritorna in Belgio durante il mercato invernale della stagione 2008-2009, partecipando attivamente a mantenere il club AS Eupen in Division 2.
Nel 2005 ha contribuito alla prestazione dell'Under-20 marocchina nella Coppa del Mondo di categoria in Olanda. La squadra marocchina perde la semifinale contro la Nigeria.
Subito il club lussemburghese dell'F91 Dudelange ha proposto a Soufiane un contratto triennale, che il giocatore ha accettato. Gioca così la sua prima partita in una competizione europea, contro l'FC Santa Coloma, contro il quale l'F91 ha vinto per 4-0 e 0-2. La stagione successiva Soufiane segna 3 gol al club sammarinese del S.P. Tre Penne (vittoria per 7-0 e 0-4 del Dudelange). Nel turno successivo, il terzo, l'F91 incontra gli sloveni del Maribor che l'anno prima li avevano eliminati, ma Soufiane non viene convocato avendo un problema alla caviglia. Nella partita di ritorno gioca per 45 minuti, dopodiché chiede il cambio a Didier Philippe per il dolore troppo consistente.

## Palmarès

### Club

#### Competizioni nazionali
- Campionato lussemburghese: 5

F91 Dudelange: 2010-2011, 2011-2012, 2013-2014, 2017-2018, 2018-2019
- Coppa del Lussemburgo: 2

F91 Dudelange: 2011-2012, 2018-2019